# Дахла — Уэд-эд-Дахаб
Дахла — Уэд-эд-Дахаб (араб. الداخلة — وادي الذهب‎, бербер. ⴷⴷⴰⵅⵍⴰ ⴰⵙⵉⴼ ⵏ ⵡⵓⵕⵖ) — область в Марокко на спорной территории Западной Сахары. Относится к трём южным провинциям королевства. Согласно прежнему административному делению королевства до 2015 года область имела название Уэд-Эд-Дахаб-Лагуира (араб. وادي الذهب لكويرة).
Суверенитет над этими землями оспаривается частично признанной Сахарской Арабской Демократической Республики (САДР).

## География
Является самой южной частью Марокко (а также САДР). На западе омывается Атлантическим океаном, на востоке граничит с Исламской Республикой Мавритания.
Площадь области — 142 865 км², что делает её самым крупным регионом Марокко.
На территории области действует часовой пояс UTC+1, как и во всём королевстве (или в САДР).

### Климат
Климат аридный (пустынный). По классификации Кёппена — BWh.

## Население
Население области — 142 955 человек. Это самая малонаселённая область Марокко. Плотность населения также самая низкая в стране — около одного человека на квадратный километр.

## Административно-территориальное деление
Область делится на две провинции:
- Ауссерд[англ.];
- Уэд-Эд-Дахаб[англ.][7].